# ETX
O caractere de fim de texto (ETX) é um caractere de controle ASCII utilizado para informar o computador receptor que o fim do fluxo de dados foi atingido. Isto pode ou não pode ser uma indicação de que todos os dados foram recebidos.
Frequentemente utilizado como um "break" de caracteres (Control-C) para interromper um programa ou processo. Em TOPS-20, foi usado para ganhar a atenção do sistema antes de log in
Ele é frequentemente usado em conjunto com Start of text (STX) e Data Link Escape (DLE), por exemplo para distinguir os quadros na camada de ligação de dados.